# Boerenfront
Het Boerenfront (BF) is een Belgische belangenvereniging voor boeren die sinds de jaren negentig deel uitmaakt van het Algemeen Boerensyndicaat (ABS). De hoofdzetel is gelegen te Mechelen.

## Geschiedenis
Het Boerenfront was een van de eerste Vlaamse syndicale landbouworganisaties en vond haar oorsprong in de aardappelstaking van de zomer van 1936 in de omgeving van Heist-op-den-Berg en Mechelen. Het BF werd feitelijk opgericht op 31 juli 1937 als coöperatieve vennootschap, Louis Van Kerkhoven werd datzelfde jaar verkozen als eerste voorzitter. Hij zou de bezieler van de beweging blijven tot aan zijn dood in 1983. Secretaris in de beginperiode was de Vlaams-nationalist Piet Meuwissen. Eind jaren 30 werden opnieuw enkele melk- en aardappelstakingen (1938 en 1939) en werden militanten succesvol gemobiliseerd voor een betoging op 25 juni 1939 in Brussel met zo'n 15 à 20.000 landbouwers. De banden met het Vlaams-nationalistische gedachtegoed werden omstreeks deze periode versterkt door enerzijds de slechte situatie waarin de Belgische landbouw verkeerde en anderzijds de groeiende rancunes ten overstaan van de Belgische Boerenbond.
De Tweede Wereldoorlog was een scharnierpunt voor de organisatie omdat tal van leidende figuren hadden gecollaboreerd met de Duitse bezetter (o.a. Piet Meuwissen die aan het hoofd stond van de Nationale Landbouw- en Voedingscorporatie tijdens de bezetting) en de organisatie kende dan ook een massaal ledenverlies na afloop van den grooten oorlog. Hierdoor moest ze zich noodgedwongen toeleggen op de uitbouw van het eigen sociaal verzekeringsfonds Multipen (sinds 2021 Avixi sociaal verzekeringsfonds) en verdwenen de directe syndicale acties naar de achtergrond. Anno 1962 telde het BF nog zo'n 6000 à 7500 leden, een fractie van het vooroorlogse aantal.
Hoewel de organisatie afstand nam van de Nationale Landbouw- en Voedingscorporatie (NVLC) na WOII, bleven de banden met het Vlaams-nationalisme duidelijk bestaan. Zo lag het BF en haar leden mee aan de basis van de oprichting van de Volksunie (VU). In de jaren 60 werd het BF actief in de drietandacties, toen echter duidelijk werd dat deze acties zouden uitmonden in de oprichting van een nieuwe landbouworganisatie trok het BF zich terug.
In de jaren 90 werden gesprekken aangeknoopt die leidden tot een (formele) fusie met het Algemeen Boerensyndicaat (ABS). Officieel bleef het Boerenfront bestaan en behield ze haar eigen werking.

## Ledenblad
Het ledenblad van de organisatie was 't Boerenfront, een wekelijks tijdschrift dat tussen 1937 en januari 1985 wekelijks verscheen. Vanaf die datum tot in de jaren 90 verscheen het halfmaandelijks. Sindsdien is de publicatie stopgezet, ter compensatie verschijnen er wekelijks twee pagina's in het ledenblad van het ABS, het Drietandmagazine voor Land- en Tuinbouw.